# 光催化水分解
光催化水分解（英語：photocatalytic water splitting）是在光化學電池中進行光催化的人工光合作用過程，以人造或自然光將水分解成氫氣和氧氣。理論上，僅需要光能（光子）、水和觸媒等。這個主題是許多研究的重點，但是到目前為止，還沒有任何技術可以商業化。
隨著公眾對全球暖化認識的提高，氫燃料（一種清潔燃燒的燃料）生產受到了越來越多的關注。人們正在研究諸如光催化水分解等方法來生產氫氣。水分解利用水是一種廉價的可再生資源，因此具有特殊的前景。光催化水分解具有使用觸媒和陽光從水中產生氫的簡便性。